# Grigore Cotovschi
Grigore Cotovschi sau Grigori Kotovski (în rusă: Григорий Иванович Котовский; n. iunie 24 [S.V. iunie 12] 1881 – 6 august 1925) a fost un conducător militar și activist politic comunist din Basarabia.
Presupus a fi originar din nobilimea poloneză, dar ucrainean dinspre mamă, s-a născut în orașul Hîncești, în familia unui inginer mecanic.

## Biografie
În timpul Primului Război Mondial a fost trimis pe frontul din România.
În cursul Revoluției Ruse, Cotovschi a devenit bolșevic. La întoarcerea în România a lucrat în aparatul de propagandă al PMR, dar de acolo, a trecut înapoi în URSS, unde a fost realizatorul pe teren al RSSA Moldovenească formată din opt raioane din regiunea Odessa, în Transnistria, în cadrul Ucrainei. Conform politicii sovietice de atunci, această nouă republică trebuia să propage comunismul în Basarabia vecină, existând șanse să aducă revoluția comunistă în România și chiar în Balcani. Conform versiunii oficiale, Cotovski, mare amator de femei, ar fi murit asasinat (de un soț gelos aflat printre cadrele Partidului), în 1925, la vîrsta de 44 de ani.

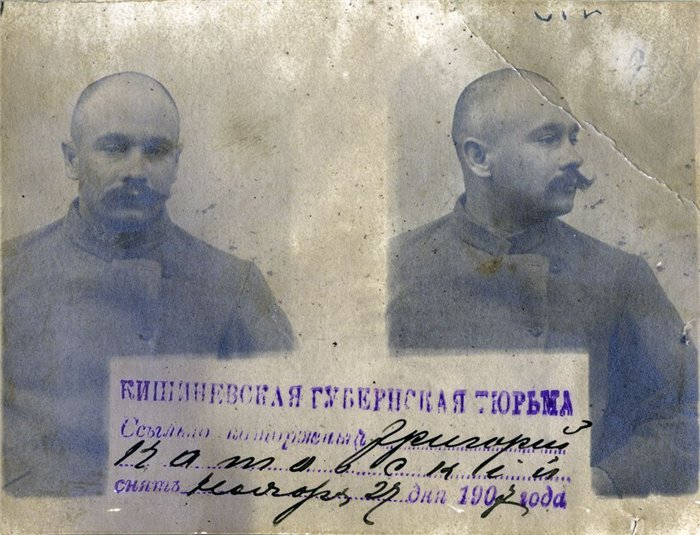
Cartea de închisoare al lui Cotovschi din închisoarea gubernială din Chișinău, 1907.

Este posibil ca GPU-ul să nu fi fost străin de moartea lui , întrucât autorul crimei - un oarecare Maiorov (după alte surse Meer Zaider) - , nu a stat decât trei ani în închisoare.

## Participant la Primul Război Mondial
Condamnat pentru jafuri înarmate și crime la ocnă, Cotovschi a fost grațiat de guvernul Kerenski, ca urmare a înrolării sale ca voluntar în armata rusă de pe frontul românesc, astfel că în mai 1917, el a fost eliberat condiționat și încorporat în trupele ruse din România. Deja în octombrie 1917, printr-un decret al guvernului provizoriu, a fost promovat în praporgic (în rusă пра́порщик, transliterat praporșcik) și a primit Crucea Sfântului Gheorghe pentru curajul în luptă. Pe front, a devenit membru al comitetului regimental al Regimentului de Infanterie 136 din Taganrog. În noiembrie 1917, s-a alăturat Revoluționarilor Sociali din Stânga și a fost ales membru al comitetului militar al Armatei a 6-a. Apoi, Cotovschi, cu un detașament loial lui, a fost autorizat de RUMCEROD să impună ordine noi în Chișinău și în împrejurimile sale.

## Asasinarea
Cotovschi a fost împușcat pe 6 august 1925, în timp ce se odihnea la dacea din satul Ceabanca (pe litoralul Mării Negre, la 30 km de Odesa) de către Meyer Zayder, numit Maiorcik, care în 1919 a fost adjutant al lui Mișca Iaponcic. Potrivit unei alte versiuni, Zayder nu avea legătură de serviciul militar și nu era un adjutant al "autorității criminale" din Odesa, ci fostul proprietar al bordelului din Odesa, unde Cotovschi se ascundea de poliție în 1918. Documentele privind cazul asasinării lui Cotovschi au fost ținute în secret.
Meyer Zayder nu s-a ascuns de investigație și a anunțat imediat infracțiunea comisă. În august 1926, ucigașul a fost condamnat la 10 ani de închisoare. Fiind încarcerat, aproape imediat a devenit șeful clubului penitenciarului și a primit dreptul de acces liber în oraș. În 1928, Zayder a fost eliberat cu pretextul "Pentru un comportament bun". A lucrat ca un cuplaj pe calea ferată.
În toamna anului 1930, a fost ucis de trei veterani ai diviziei Cotovschi. Anchetătorii au motive să creadă că, autoritățile competente aveau informații despre pregătirea asasinării lui Zayder. Lichidatorii lui Zayder nu au fost condamnați.

## După moartea sa

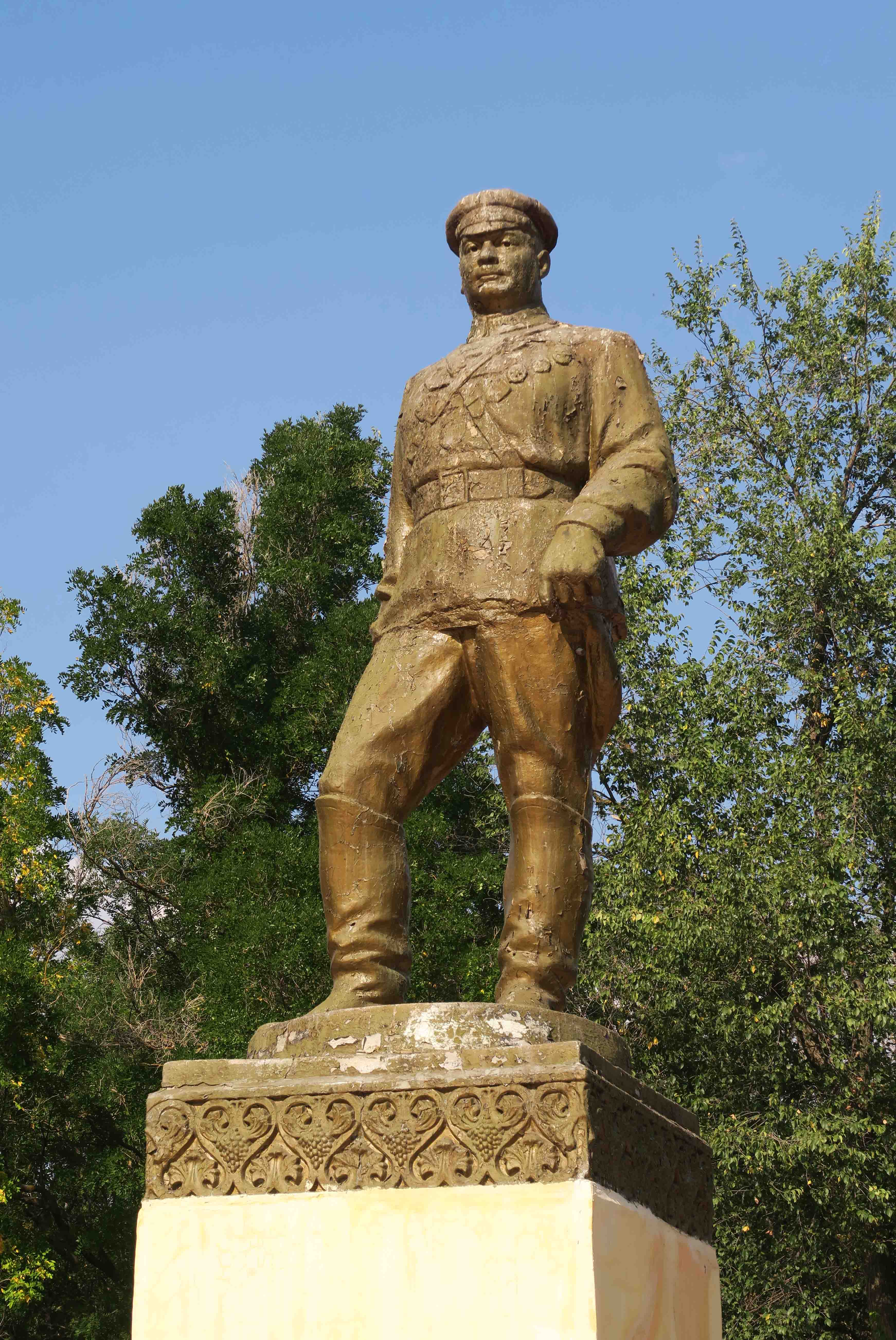
Statuie a lui Grigore Cotovschi din Parcul Pobeda din Tiraspol.

În 1935 localitatea Bârzula, unde a murit, a fost redenumită în Kotovsk de autoritățile sovietice, in memoriam Kotovski. Tot aici i s-a ridicat un mausoleu distrus ulterior de trupele române în timpul celui de-al Doilea Război Mondial.
Autoritățile comuniste i-au ridicat un monument ecvestru în Chișinău în anul 1954, plasat chiar în fața actualului Hotel Cosmos.
Orașul Hîncești între 1965 și 1990 s-a numit Kotovsk.
Satul Cotovscoe, Găgăuzia îi poartă numele.
În orașele Comrat, Tiraspol, Tighina, Dubăsari și Dnestrovsc din Republica Moldova există străzi ce-i poartă numele. Și în Chișinău până la începutul anilor 1990 o stradă i-a purtat numele, după care a fost redenumită în strada Vasile Alecsandri.
În Rusia, Ucraina, Belarus și Kazahstan mai multe localități și străzi îi poartă numele.
O organizație anarho-comunistă din România, care și-a desfășurat activitatea în București în perioada 1939 - 1941, i-a purtat numele: Haiducii lui Cotovschi.